# Kostís Hadjidákis
Pour les articles homonymes, voir Hadjidakis.
Konstantinos Hadjidákis, dit Kostís Hadjidákis (en grec moderne : Κωστής Χατζηδάκης), né le 20 avril 1965 à Réthymnon, est un homme politique grec membre de la Nouvelle Démocratie (ND). 
Il est député européen entre 1994 et 2007, année de son élection au Parlement et son entrée au gouvernement en tant que ministre des Transports. En janvier 2009, il devient ministre du Développement mais n'occupe ce poste que jusqu'en octobre suivant.
Il le retrouve en juin 2012, élargissant ses compétences aux infrastructures et aux transports jusqu'en juin 2013. Relevé de ses responsabilités en juin 2014, il rejoint à nouveau l'exécutif en juillet 2019, comme ministre de l'Environnement. De 2021 à 2023, il est ministre du Travail et des Affaires sociales, puis ministre des Finances jusqu'en 2025, quand il devient vice-Premier ministre.

## Biographie
Konstantinos Hadjidákis naît le 20 avril 1965 à Réthymnon, sur l'île de Crète.

### Débuts en politique
Lors des élections européennes de juin 1994, il est élu à 29 ans député au Parlement européen. Il conserve son mandat en 1999 et en 2004.
À l'occasion des élections législatives anticipées du 16 septembre 2007, il est élu député au Parlement grec dans la deuxième circonscription d'Athènes (Athènes B).

### Portefeuilles ministériels
À peine trois jours plus tard, le 19 septembre, Kostís Hadjidákis est nommé à 42 ans ministre des Transports et des Communications dans le second gouvernement de Kóstas Karamanlís. Au remaniement du 8 janvier 2009, il est promu ministre du Développement.
Il doit quitter le gouvernement avec la défaite de la Nouvelle Démocratie lors des élections anticipées du 4 octobre 2009, au cours desquelles il est réélu.
Le 21 juin 2012, Antónis Samarás le nomme ministre du Développement, de la Compétitivité, des Infrastructures, des Transports et des Réseaux dans son gouvernement minoritaire. Lors du remaniement du 25 juin 2013, son portefeuille est réduit au ministère du Développement et de la Compétitivité dans le cadre d'un élargissement de l'exécutif. Il est relevé de ses fonctions le 9 juin 2014.
Il revient au gouvernement cinq ans plus tard, lorsque le nouveau Premier ministre Kyriákos Mitsotákis le choisit en tant que ministre de l'Environnement et de l'Énergie. Il devient ministre du Travail et des Affaires sociales en 2021, et a notamment sous son autorité la vice-ministre Dómna Michailídou. Enfin, après les élections législatives, il est nommé ministre des Finances le 27 juin 2023 dans le gouvernement Kyriákos Mitsotákis II.